# ليه جورج
ليه جورج (بالإنجليزية: Les George)‏ هو لاعب اتحاد الرغبي نيوزيلندي، ولد في 5 يونيو 1908 في إقليم سوثلاند في نيوزيلندا، وتوفي في 10 أغسطس 1996 في وانكا في نيوزيلندا.